# トリエステから来た女
『トリエステから来た女』（トリエステからきたおんな、イタリア語: La Ragazza di Trieste, 「トリエステの娘」の意）は、1982年（昭和57年）製作・公開、パスクァーレ・フェスタ・カンパニーレ監督のイタリア映画である。
DVDでのタイトルは『ラ・ラガッザ・ディ・トリエステ トリエステの恋人』（ラ・ラガッザ・ディ・トリエステ トリエステのこいびと）。

## 概要
本作は、1982年にパスクァーレ・フェスタ・カンパニーレが発表した小説 La Ragazza di Trieste を原作として、ルチアーノ・ルナが経営するイタリアの映画会社ファーゾ・フィルムが製作を開始し、フリウリ＝ヴェネツィア・ジュリア州トリエステ県トリエステ市内などでロケーション撮影を行い、完成した。
同年10月28日、同国の映画会社メドゥーザ・フィルムが配給してイタリア国内で公開された。イタリア国内では、メドゥーザ・ヴィデオが91分版のDVDを発売している。
日本では、1987年（昭和62年）11月21日に六本木・俳優座シネマテンで1週間だけレイトショウ公開された後、1988年（昭和63年）3月21日にコロムビアミュージックエンタテインメント（現在の日本コロムビア）からVHSが、2009年（平成21年）10月17日にはアヴァンツから『ラ・ラガッザ・ディ・トリエステ トリエステの恋人』のタイトルでDVDが発売されている。

## スタッフ
- エグザクティヴプロデューサー - ルチアーノ・ルナ （Luciano Luna [3]）
- プロデューサー - アキッレ・マンツォッティ （Achille Manzotti）
- 監督 - パスクァーレ・フェスタ・カンパニーレ
- 原作 - パスクァーレ・フェスタ・カンパニーレ
- 脚本 - オッタヴィオ・イェンマ
- 撮影 - アルフィーオ・コンティーニ
- 美術 - エツィオ・アルティエーリ （Ezio Altieri [4]）
- 衣裳 - ウェイン・A・フィンクルマン （Wayne A. Finkelman [5]）
- 編集 - アメデオ・サルファ （Amedeo Salfa [6]）
- 音楽 - リズ・オルトラーニ

## キャスト
クレジット順。
- ベン・ギャザラ - ディーノ・ロマーニ
- オルネッラ・ムーティ - ニコル
- ミムジー・ファーマー （Mimsy Farmer） - ヴァレリア
- ジャン＝クロード・ブリアリ - マルタン教授
- アンドレア・フェレオル （Andréa Ferréol） - ステファヌッティ
- ウィリアム・バーガー （William Berger） - チャーリー
- コンスエーロ・フェッラーラ （Consuelo Ferrara） - フランチェスカ
- ロマーノ・プッポ （Romano Puppo） - トニ
- ディエゴ・ペサオーラ （Diego Pesaola）
- リリアーナ・デッラクィラ （Liliana Dell'Aquila）
- パトリツィア・ラ・フォンテ （Patrizia La Fonte）